# 平成11年台風第18号
平成11年台風第18号（へいせい11ねんたいふうだい18ごう、国際名：バート〔Bart〕）は、1999年（平成11年）9月24日に熊本県北部に上陸し、強風・高潮による大きな被害を出した台風である。特に熊本県不知火町（現宇城市）では高潮により甚大な被害が発生した。また、この台風は1942年の周防灘台風と進路などが類似していたという指摘もある。

## 概要
| 進路図 |  | 進路図 |
| 進路図 |  |        |

9月19日に沖縄県の南東海上（北緯22.1度・東経128.2度）で発生した台風18号（中心気圧992 hPa）は、北西進しながら急速に発達して、9月22日には沖縄県近海で中心気圧930hPa、最大風速45m/sの非常に強い勢力となった。非常に強い勢力で台風が接近した沖縄県の那覇市では最大瞬間風速58.9m/s、最大風速35.2m/sを観測した。その日の気象情報では、1991年の台風19号並の勢力で九州北部に接近又は上陸する可能性が濃厚となっていた。その後勢力をやや弱めたものの、中心気圧950hPa、最大風速40m/sの強い勢力を保って9月24日6時ごろ熊本県北部に上陸、大分県を縦断した後、中津市付近から周防灘へと進み、最初の上陸からわずか3時間後には対岸の山口県宇部市付近に再上陸し、速い速度で山陰沖の日本海に抜けた。25日2時頃に北海道渡島半島に再上陸した後、12時頃に網走沖で温帯低気圧に変わった。
台風の勢力が強かったのと、満潮のタイミングが重なり熊本県宇土郡不知火町（当時。現在は宇城市不知火町）では高潮により12名もの犠牲者を出した。この高潮は、波ではなく海水面そのものが押し寄せ、津波と似た特性であった。愛知県豊橋市や豊川市などでは4個の竜巻が発生。そのうち最大のものは、豊橋市に発生したF3クラスの竜巻で、同市の市街地を通過し、市内の小中学校などをも巻き込む最悪のコースを取った。幸いにも死者は出なかったが、割れたガラス等で400人を超す負傷者を出し、多くの家屋が被害を受けるなど、物的被害も甚大であった。さらには山口宇部空港が完全に冠水し、数ヶ月に渡って機能が麻痺するという被害も出た。（ただし4日後には有視界飛行での運航が再開）。
台風の速度が速かったため、危険半円では強烈な暴風が吹き荒れ、熊本県牛深市で最大瞬間風速66.2m/s、非公式の記録としては、鹿児島県下甑島の鹿島村役場（当時。現在は薩摩川内市）で最大瞬間風速83.9m/sを観測した。
その後も台風は速い速度で日本海を北上し、翌25日2時には北海道渡島半島に再々上陸、12時に温帯低気圧に変わった。この時、日本海側では台風に向かって南風が吹き込むフェーン現象の影響で、新潟市や金沢市では最高気温が30度を上回り、真夏並みの暑さとなった。この台風に進路・勢力が類似していた台風としては、周防灘台風のほか、平成3年台風第19号や平成16年台風第18号などを挙げることができる。

## 被害
- 死者：30名
- 負傷者：1143名
- 住家全壊：332棟
- 住家半壊：3,023棟
- 一部損壊：85,989棟
- 床上浸水：5,366棟
- 床下浸水：12,635棟
- 被害総額：1,631億円[16]

## 記録
- 最大瞬間風速: 66.2m/s（牛深）
- 最大風速：35.2m/s（那覇）
- 最低海面気圧：943.9hPa（牛深）